# 利諾維察
50°28′12″N 32°24′00″E / 50.47000°N 32.40000°E

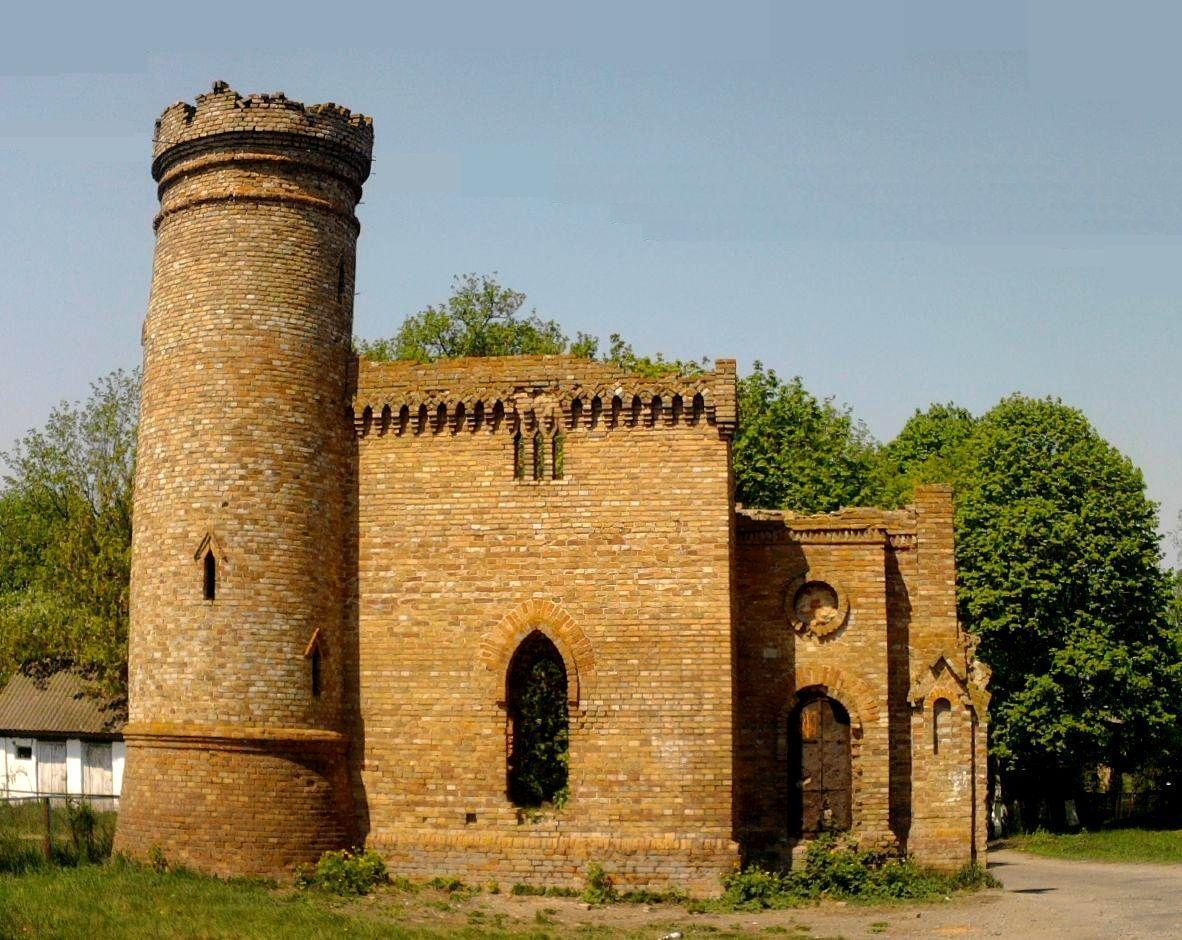
塔楼

利诺维察，是烏克蘭北部切爾尼希夫州普里盧基區利诺维察市镇的市級鎮及其行政中心。處於普里盧基以南15公里，始建於1629年，面積7.64平方公里，2008年人口2,729，人口密度每平方公里357.2人。